# Alfonso Brescia
Alfonso Brescia (6 de enero de 1930 – 6 de junio de 2001) fue un director y guionista cinematográfico de nacionalidad italiana.

## Biografía
Nacido en Roma, Italia, utilizaba a menudo el apodo de Al Bradley. Fue un cineasta muy prolífico, habitual en el cine de serie B. Se inició en el cine porque su padre era productor. Éste le dio la tarea de ser conductor de los actores, en un intento de hacer cambiar de idea a su hijo para que no se dedicara al cine, aunque no finalmente no tuvo éxito. 
Brescia trabajó durante mucho tiempo como ayudante de dirección, además de hacer tareas de producción. Era considerado un jornalero, y en algunos períodos de su carrera llegó a rodar 4 o 5 filmes al año. 
Los cinéfilos le conocen por las cuatro películas de ciencia ficción de bajo presupuesto que dirigió a toda velocidad en 1977-78 a fin de capitalizar el éxito de Star Wars. Dirigió la tercera serie cinematográfica de Ator 1986, sustituyendo a Joe D'Amato.
También se dedicó a ayudar a directores poco avezados a fin de completar sus cintas, colaborando en la cinta La última nieve de primavera, en la cual no aparecía en los créditos.
Trabajó mucho con Mario Merola, que afirmaba públicamente que Brescia era el director de su confianza. Sin embargo, en sus últimos años no pudo trabajar, declinando los proyectos que le ofrecían.
Alfonso Brescia falleció en Roma, Italia, en 2001.

## Filmografía
- La rivolta dei pretoriani (1964)
- Il magnifico gladiatore (1964)
- Il conquistatore di Atlantide (1965)
- La ley del Colt (1965)
- I giorni della violenza (1967), como Hal Bradley
- Killer calibro 32 (1967), como Al Bradley
- Voltati... ti uccido (1967), como Al Bradley
- Brigada suicida (1968), como Al Bradley
- Carogne si nasce (1968), como Al Bradley
- Nel labirinto del sesso (Psichidion) (1969)
- Uccidete Rommel (1969)
- Il tuo dolce corpo da uccidere (1970), como Al Bradley
- Le calde notti di Don Giovanni (1971), como Al Bradley
- Ragazza tutta nuda assassinata nel parco (1972)
- Poppea, una prostituta al servizio dell'impero (1972)
- Le Amazzoni - Donne d'amore e di guerra (1973), como Al Bradley
- Elena sì, ma... di Troia (1973)
- La Spacconata (1974)
- Amori, letti e tradimenti (1975), como Al Bradley
- Superuomini, superdonne, superbotte (1975)
- Zanna Bianca e il cacciatore solitario (1975)
- L'adolescente (1976)
- Frittata all'italiana (1976)
- Sangue di sbirro (1976)
- Anno Zero - Guerra nello spazio (1977), como Al Bradley
- L'ultimo guappo (1978)
- La guerra dei robot (1978), como Al Bradley
- Cosmo 2000 - Battaglie negli spazi stellari (1978), como Al Bradley
- Napoli... serenata calibro 9 (1979)
- Sette uomini d'oro nello spazio (1979), como Al Bradley
- Il mammasantissima (1979)
- I contrabbandieri di Santa Lucia (1979)
- Napoli... la camorra sfida e la città risponde (1979)
- Lo scugnizzo (1979)
- La bestia nello spazio (1980), como Al Bradley *Zappatore (1980)
- La tua vita per mio figlio (1980)
- Carcerato (1981)
- Napoli, Palermo, New York, il triangolo della camorra (1981)
- I figli... so' pezzi 'e core (1982)
- Tradimento (1982)
- Giuramento (1982)
- Laura... a 16 anni mi dicesti sì (1983)
- Ator il guerriero di ferro (1987)
- Fuoco incrociato (1988)
- Miami Cops (1989)
- Omicidio a luci blu (1991), como Al Bradley
- Club vacanze (1995)

### Guionista
- Una colt in mano al diavolo, de Gianfranco Baldanello (1972)